# Ludger

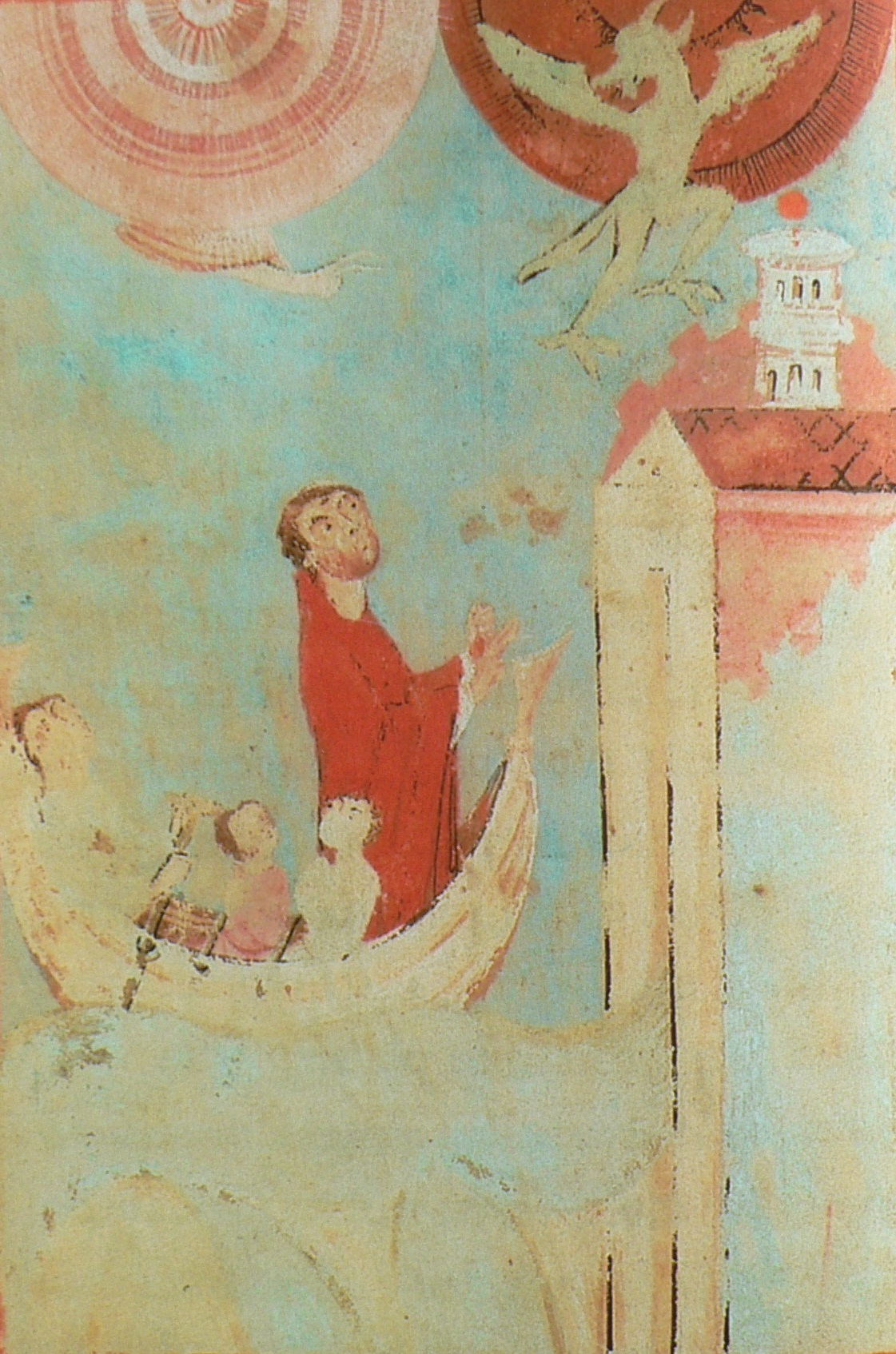
Liudger bei der Überfahrt nach Helgoland. Buchmalerei aus der Vita secunda Liudgeri, 11. Jh.

Ludger ist ein männlicher Vorname germanischen Ursprungs, von dem weitere Varianten abgeleitet sind. Die weibliche Namensform ist Ludgera.

## Varianten
Ludgeri, Ludgerus, Liudger, Luidger, Luitger, Lüder, Lüer, Lüers, Lüür und Lui.

## Herkunft und Bedeutung
Der Vorname besteht aus zwei Elementen: zum einen „Liud-“, möglicherweise eine Ableitung von althochdeutsch „liud“ Leute, Schar, Volk, zum anderen „Ger“, einem alten Wort für Speer (vgl. althochdeutsch, mittelhochdeutsch gēr „Speer“).
Erster bekannter Namensträger ist der heilige Liudger, geboren um 742 bei Utrecht. Karl der Große ernannte ihn zum Missionar. Sein Tätigkeitsbereich war etwa im Gebiet der heutigen deutschen Bundesländer Niedersachsen und Nordrhein-Westfalen. Liudger war erster Bischof des Bistums Münster.
Der Vorname Ludger ist vor allem in Westfalen, im Osnabrücker Land und im Oldenburger Münsterland verbreitet.

## Namenstag
Namenstag ist der 26. März. Der Tag ist im Bistum Münster ein Hochfest. Orte, an dem der Tag besonders gefeiert wird, sind der Dom zu Münster, der St.-Ludgerus-Dom in Billerbeck und die St.-Ludgerus-Basilika im Essener Stadtteil Werden.

## Namensträger
- Liudger (um 742–809), friesischer Missionar, Klostergründer, Abt und erster Bischof von Münster
- Ludger Abeln (1964), deutscher Fernsehmoderator
- Ludger Alscher (1916–1985), deutscher Archäologe
- Ludger Banken (* 1965), deutscher Kommunalpolitiker und Bürgermeister
- Ludger Beerbaum (* 1963), deutscher Springreiter
- Ludger van Bergen (1938–2022), niederländischer Jesuit
- Ludger Born (1897–1980), deutscher Jesuit
- Ludger Brümmer (* 1958), deutscher Komponist
- Ludger Bült (1957–2021), deutscher Bibliothekar und Autor
- Ludger Burmann (* 1956), deutscher Schauspieler
- Ludger Claßen (1953–2023), deutscher Verleger, Journalist und Autor
- Ludger Edelkötter (1940–2022), deutscher Komponist, Musikpädagoge und Verleger
- Ludger Engels (* 1963), deutscher Regisseur (Oper und Schauspiel), Professor Akademie für Darstellende Kunst Baden-Württemberg
- Ludger Fertmann (1950–2023), deutscher Journalist und Dozent
- Ludger Fischer (* 1957), deutscher Bauhistoriker und Politikwissenschaftler
- Ludger Fittkau (* 1959 in Essen), deutscher Journalist
- Ludger Gailing (* 1976), deutscher Regionalplaner
- Ludger Gerdes (1954–2008), deutscher Maler und Bildhauer
- Ludger Grevelhörster (* 1958), deutscher Historiker
- Ludger Hallermann (1936–2019), deutscher Geodät
- Ludger Heid (* 1945), deutscher Neuzeithistoriker
- Ludger Heidbrink (* 1961), deutscher Philosoph
- Ludger Helbig (* 1972), deutscher Koch
- Ludger Hermanns (* 1950), deutscher Arzt und Psychoanalytiker, Autor, Herausgeber und Archivar
- Ludger Hofmann-Engl (* 1964), deutsch-englischer Komponist und Wissenschaftler
- Ludger Jochmann (* 1952), deutscher Kinderbuchautor
- Ludger Jonas (* 1957), deutscher Domkapitular des Bistums Münster
- Ludger Kühnhardt (* 1958), deutscher Politikwissenschaftler
- Ludger Lieb (* 1967), deutscher germanistischer Mediävist und Hochschullehrer
- Ludger Lohmann (* 1954), deutscher Organist und Professor
- Ludger Lütkehaus (1943–2019), deutscher Philosoph und Literaturwissenschaftler
- Ludger Mai (1941–2021), deutscher Organist
- Ludger Mintrop (1880–1956), deutscher Geophysiker
- Ludger Pistor (* 1959), deutscher Schauspieler
- Ludger Rémy (1949–2017), deutscher Dirigent und Musikforscher
- Ludger Stratmann (1948–2021), deutscher Arzt und Kabarettist
- Ludger Stühlmeyer (* 1961), deutscher Kantor, Komponist und Musikwissenschaftler
- Ludger Tebartz van Elst (* 1965), deutscher Psychiater und Professor
- Ludger Tewes (* 1955), deutscher Historiker und Hochschullehrer
- Ludger tom Ring der Jüngere (1522–1584), deutscher Maler
- Ludger Vollmer (* 1961), deutscher Musiker und Komponist
- Ludger Volmer (* 1952), deutscher Politiker (Bündnis 90/Die Grünen)
- Ludger Westrick (1894–1990), deutscher Politiker (CDU) und Bundesminister

Weibliche Form
- Ludgera Vogt (* 1962), deutsche Professorin für Soziologie